# Bruno Rühl
Bruno Rühl (* 3. September 1926 in Mühlhausen; † 23. November 2018) war ein baden-württembergischer Kommunalpolitiker. Er war von 1964 bis 1972 Landrat des Landkreises Tauberbischofsheim und von 1973 bis 1981 der erste Landrat des Main-Tauber-Kreises, der 1973 aus den Altkreisen Tauberbischofsheim und Mergentheim neu geschaffen wurde. Von 1973 bis 1981 war Rühl Präsident des Landkreistags Baden-Württemberg.

## Lebenslauf
Bruno Rühl wurde am 3. September 1926 in Mühlhausen als Sohn eines Landwirts geboren; er war katholischer Konfession. Er besuchte von 1938 bis 1939 in Rastatt, 1939 bis 1943 in Heidelberg das Gymnasium. Nach der Militärzeit und dem Abitur, das er 1946/47 durch Vorsemesterkurse an der Universität Heidelberg erlangte, studierte Rühl ab 1947 an der Universität Heidelberg Rechtswissenschaften und Volkswirtschaft. 1950 absolvierte Rühl die erste und 1954 die zweite juristische Staatsprüfung.
1954 trat Rühl als Regierungsassessor beim Landratsamt Bruchsal in den Staatsdienst. Nach verschiedenen beruflichen Stationen wurde er 1964 Landrat des Landkreises Tauberbischofsheim. Rühl führte den Landkreis Tauberbischofsheim bis 1972, als dieser mit dem Landkreis Mergentheim zum neu geschaffenen Main-Tauber-Kreis zusammengelegt wurde. Anschließend wurde Rühl ab 1973 der erste Landrat des Main-Tauber-Kreises. In seiner Amtszeit wurden einige Großprojekte im heutigen Main-Tauber-Kreis verwirklicht: unter anderem der Mainhafen Wertheim, der Ausbau der Autobahn A 81, der Kreisstraßenbau, der Neubau des Kreiskrankenhauses und einer Altenwohnanlage in Tauberbischofsheim sowie die Schaffung von kreiseigenen Berufsschulzentren in Bad Mergentheim, Tauberbischofsheim und Wertheim. 1981 endete Rühls Amtszeit.
Am 3. Dezember 1973 wurde Rühl zum Präsidenten des Landkreistags Baden-Württemberg gewählt. Daneben war Rühl noch Vorsitzender des Regionalverbands Franken beziehungsweise Heilbronn-Franken. 1981 verließ Bruno Rühl die Kommunalpolitik und wurde zum Präsidenten des Württembergischen Sparkassen- und Giroverbands gewählt. Daraufhin zog Rühl nach Stuttgart. 1991 trat er in den Ruhestand.
Rühl war Mitglied der CDU.

## Ehrungen
- 1979: Bundesverdienstkreuz am Bande
- 1981: Bundesverdienstkreuz 1. Klasse[5]
- 1986: Großes Bundesverdienstkreuz[2]
- 1992: Verdienstmedaille des Landes Baden-Württemberg[6]